# Terebratulida

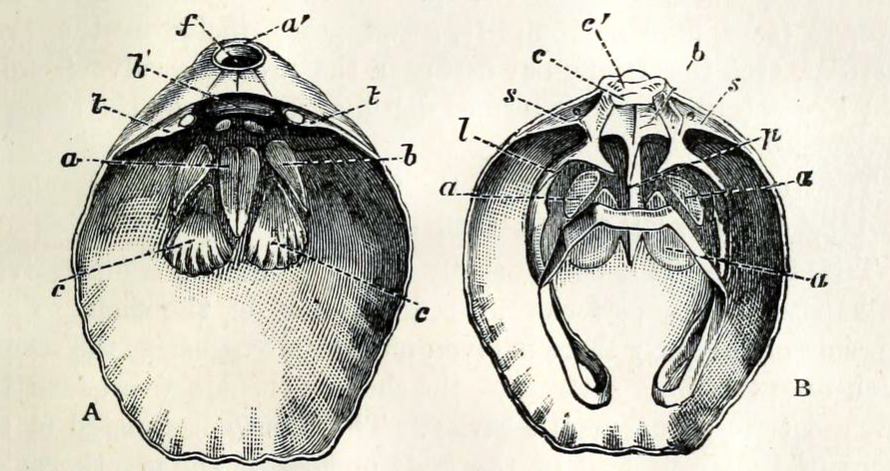
Magellania flavescens. Otwarta muszla (po lewej widok skorupki brzusznej, po prawej skorupki grzbietowej). Widoczna między innymi pętla oznaczona literą l (od angielskiego loop).

Terebratulida – rząd ramienionogów, którego cechą charakterystyczną jest szkielet lofoforu w postaci pętli (ang. loop). Przedstawiciele tego rzędu występują od dewonu do dzisiaj.

## Cechy charakterystyczne, systematyka i nomenklatura
Terebratulida należą do podtypu Rhynchonelliformea, odpowiadającego w przybliżeniu dawniej wyróżnianej gromadzie ramienionogów zawiasowych (Articulata), którego przedstawiciele odznaczają się wapienną muszlą i obecnością zawiasów. W obrębie tego podtypu należą do gromady Rhynchonellata, wyróżnianej na podstawie mikrostruktury muszli. Rząd wyróżniany jest na podstawie obecności brachidium w postaci pętli (dawniej zwanej też taśmą), choć u niektórych form może ona ulec wtórnemu uwstecznieniu.
Terebratulidy dzielą się na trzy podrzędy:
- Terebratulidina Waagen, 1883, u których pętla w ontogenezie powstaje bez udziału septum środkowego lub związanych z nim struktur (ang. septal pillar); podrząd ten obejmuje wszystkie terebratulidy krótkopętlowe i niektóre długopętlowe[1];
- Terebratellidina Muir-Wood, 1955, u których pętla w ontogenezie powstaje z udziałem septum środkowego lub związanych z nim struktur (ang. septal pillar); podrząd ten obejmuje wyłącznie terebratulidy długopętlowe[1];
- Gwyniidina Halamski & Bitner in Halamski et al., 2015, u których pętla jest wtórnie uwsteczniona aż do całkowitego zaniku[4].

Nazwa rzędu pochodzi od nazwy rodzaju Terebratula Müller, 1776 z gatunkiem typowym Terebratula terebratula (Linnaeus, 1758) [= Anomia terebratula Linnaeus, 1758]. Pochodzi ona od łacińskiego słowa terebro „wiercę” i odzwierciedla obecność otworu nóżkowego w muszli.
Wększość rodzajów terebratulidów odznacza się gładką (nieornamentowaną) muszlą, ale do tego rzędu należą również formy o muszli żebrowanej.

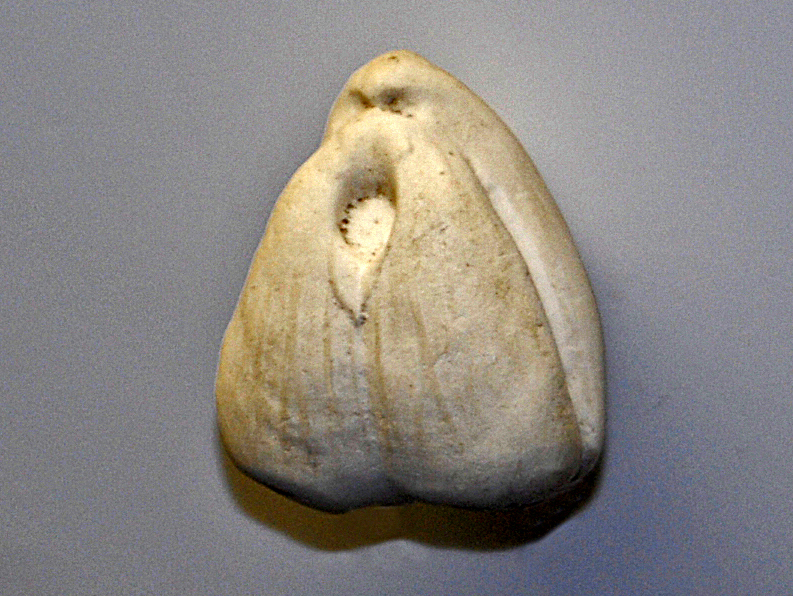
Pygope diphya (dolna kreda Austrii)
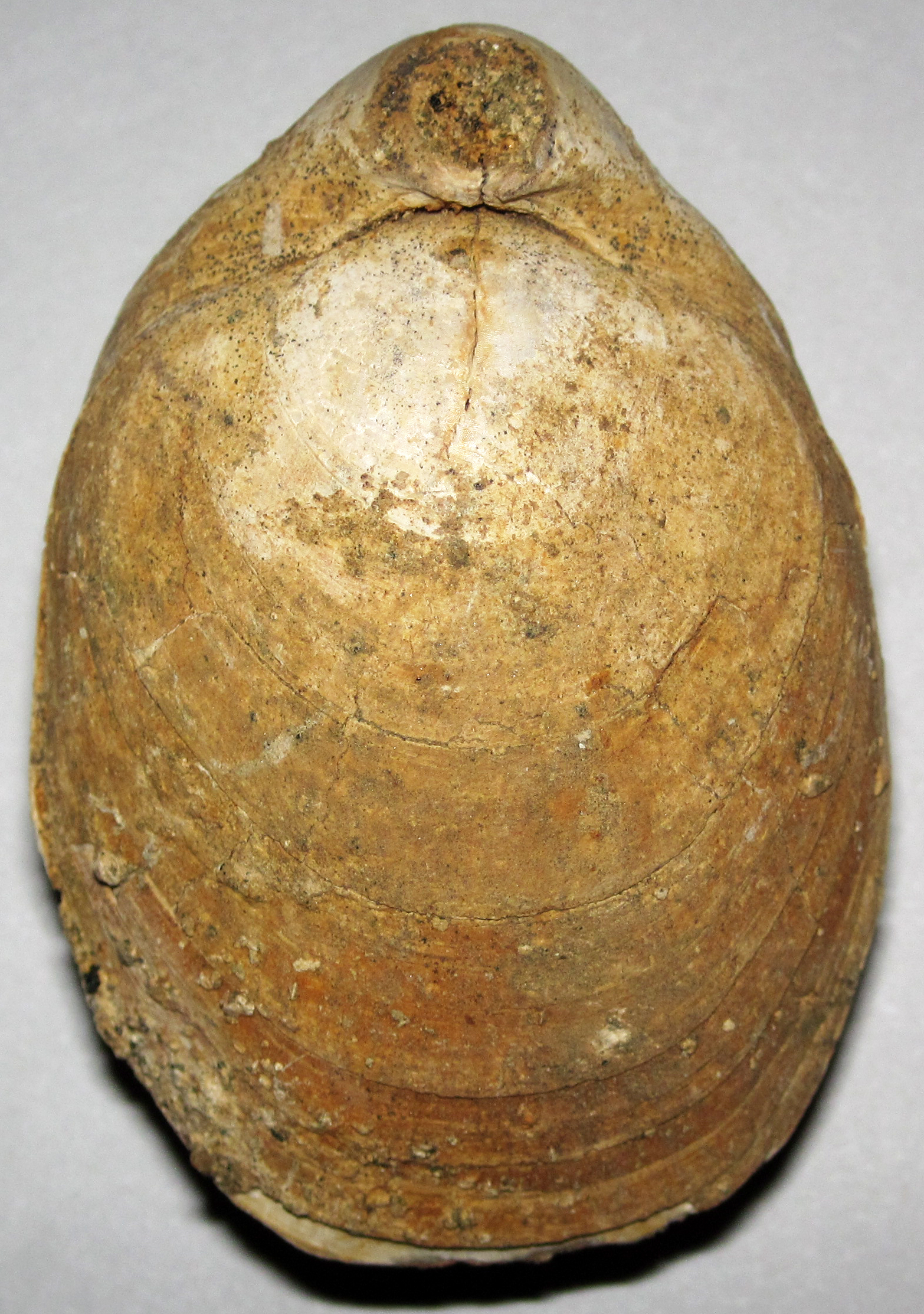
Oleneothyris harlani (paleogen; widok grzbietowy)
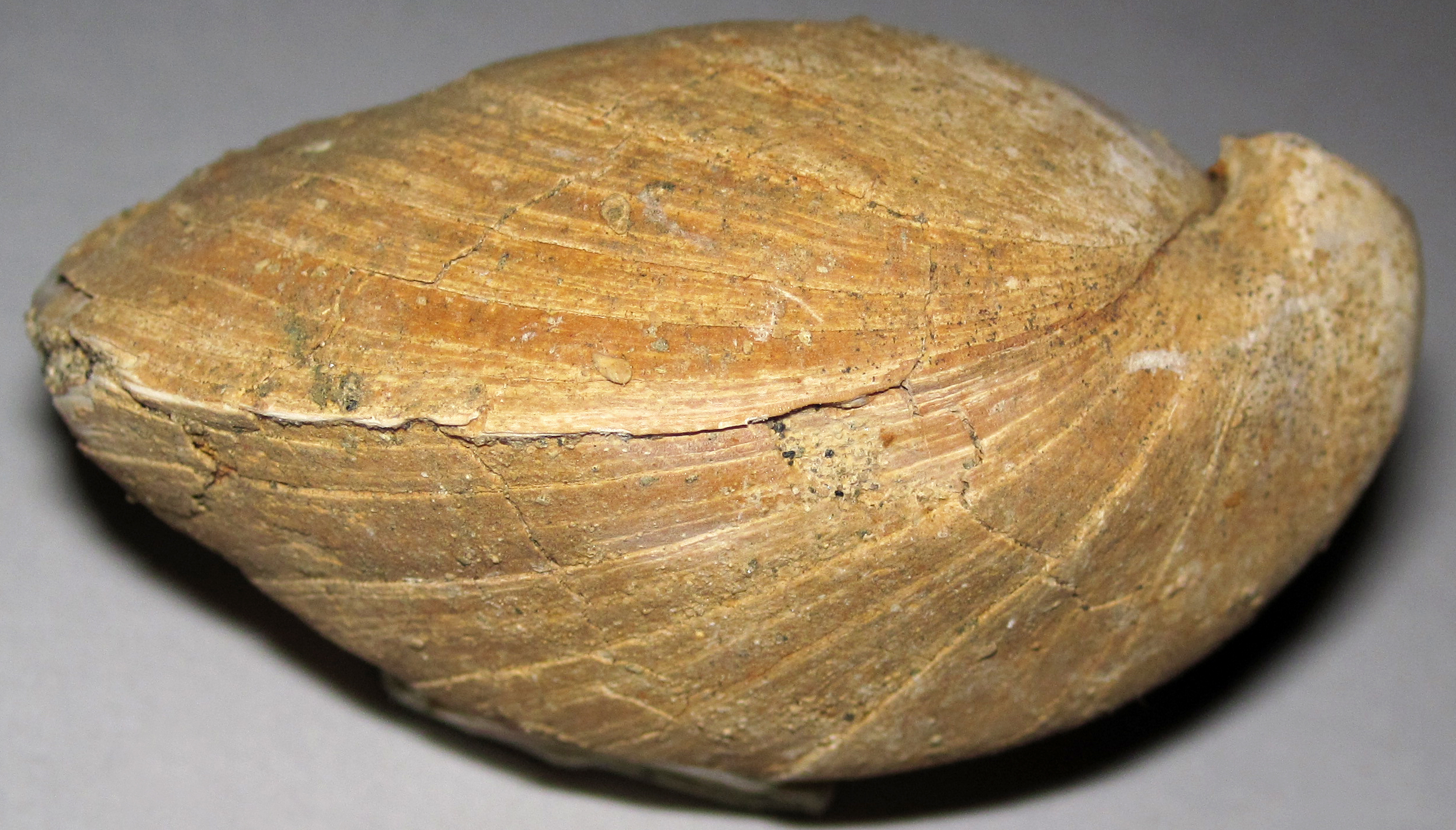
Oleneothyris harlani (paleogen; widok boczny)
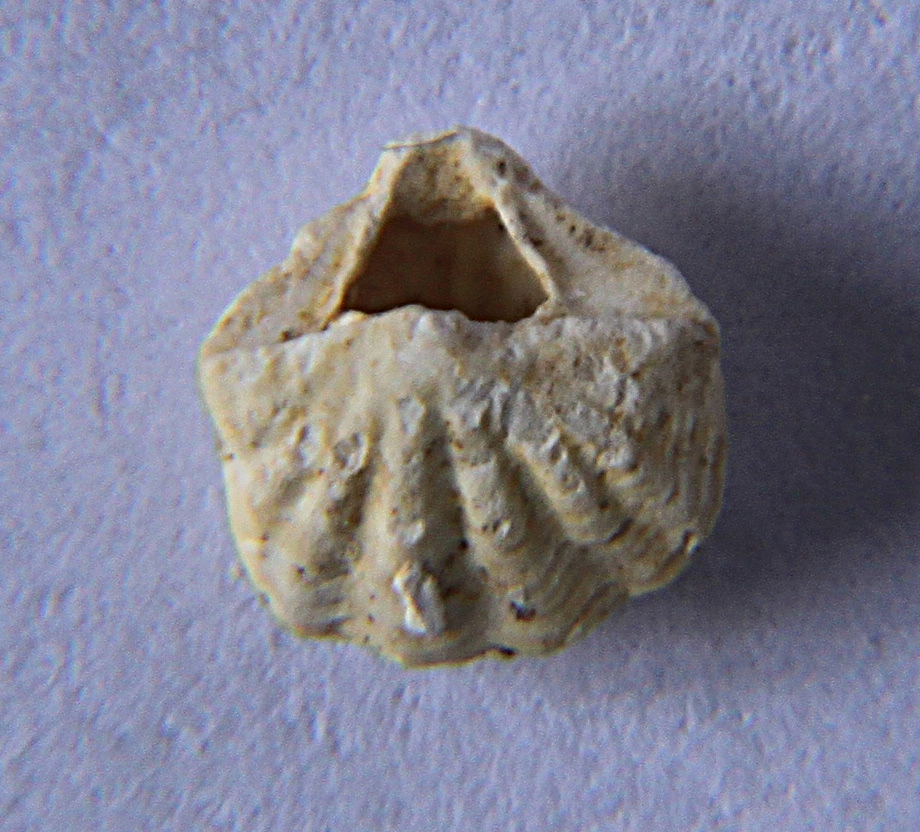
Argyrotheca cuneata (miocen)
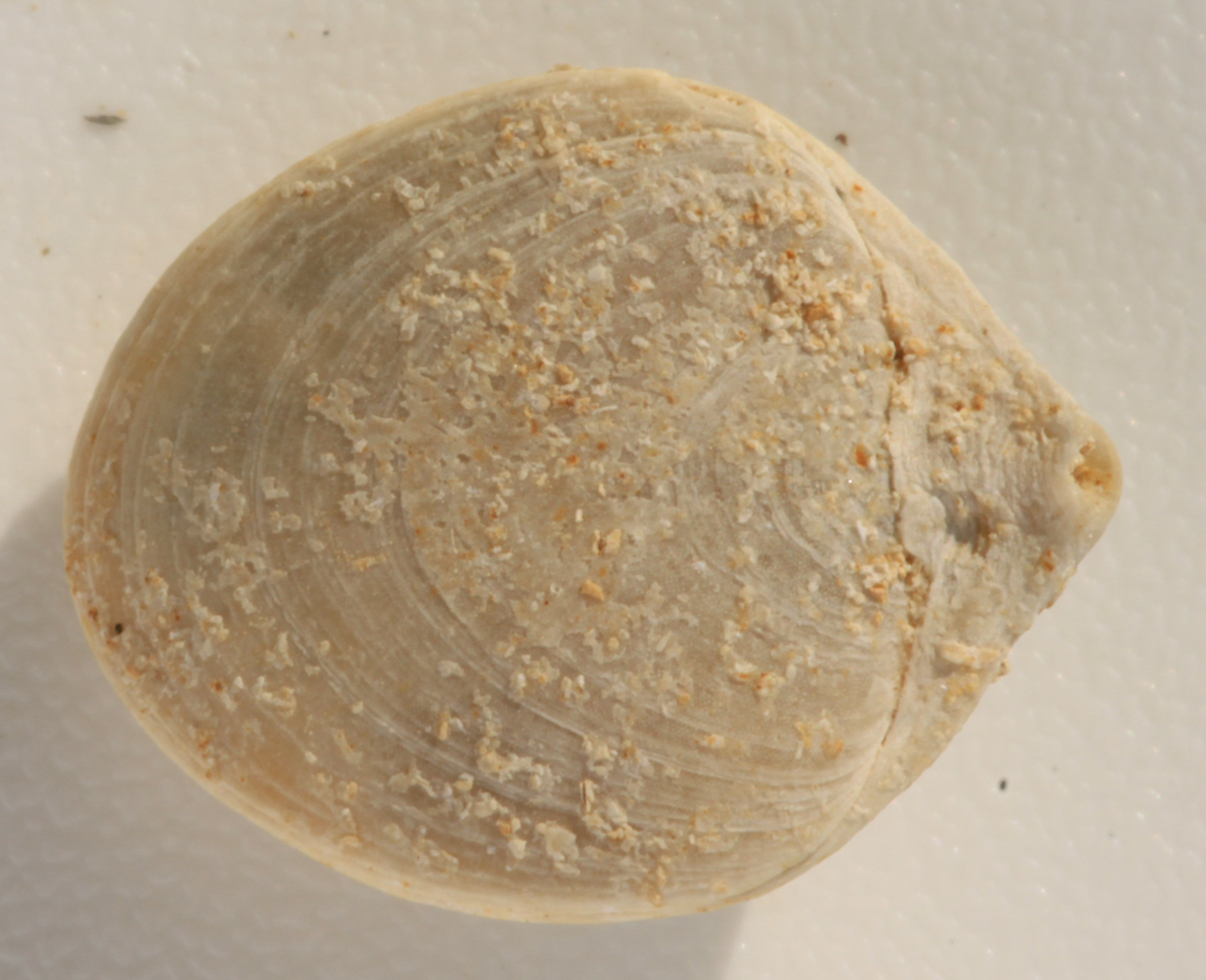
Victorithyris peterboroughensis (miocen)

## Występowanie

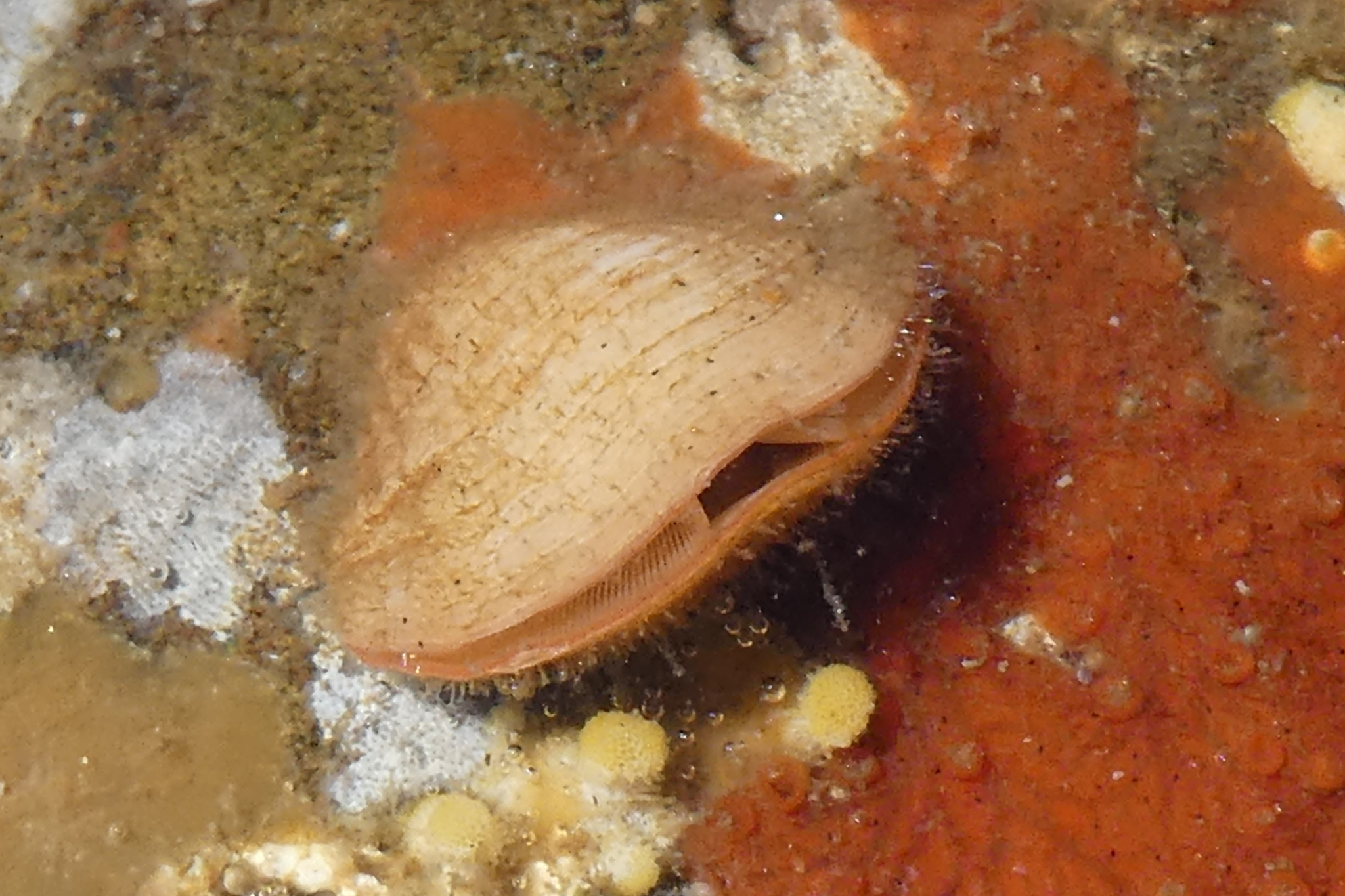
Terebratalia transversa (Sowerby, 1846) – żywy ramienionóg z rozchyloną muszlą

Najstarsze terebratulidy znane są z wczesnego dewonu. W żywecie występowały olbrzymie terebratulidy z rodziny Stringocephalidae (m.in. rodzaje Stringocephalus i Stringodiscus), które były jednymi z największych ramienionogów w dziejach. Największą różnorodność terebratulidy osiągnęły w jurze; z tego okresu znanych jest ponad 150 rodzajów należących do tego rzędu. Od kredy różnorodność wszystkich ramienionogów zmniejszała się.
W Polsce terebratulidy znane są między innymi z dewonu, triasu (gdzie dały nazwę warstwom terebratulowym), jury, kredy i miocenu.
W dzisiejszej faunie większość ramienionogów – mniej więcej trzy czwarte z około stu rodzajów – należy do rzędu Terebratulida.

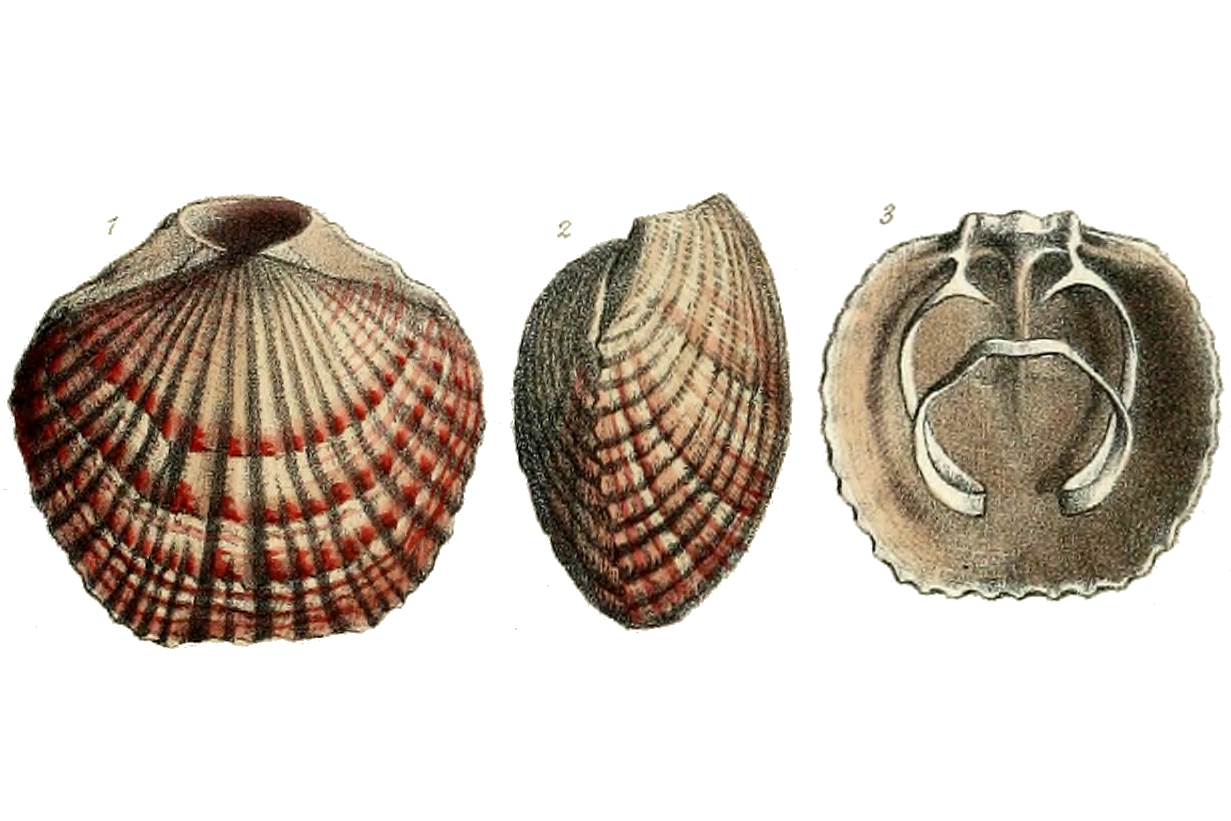
Coptothyris grayi (współczesny)
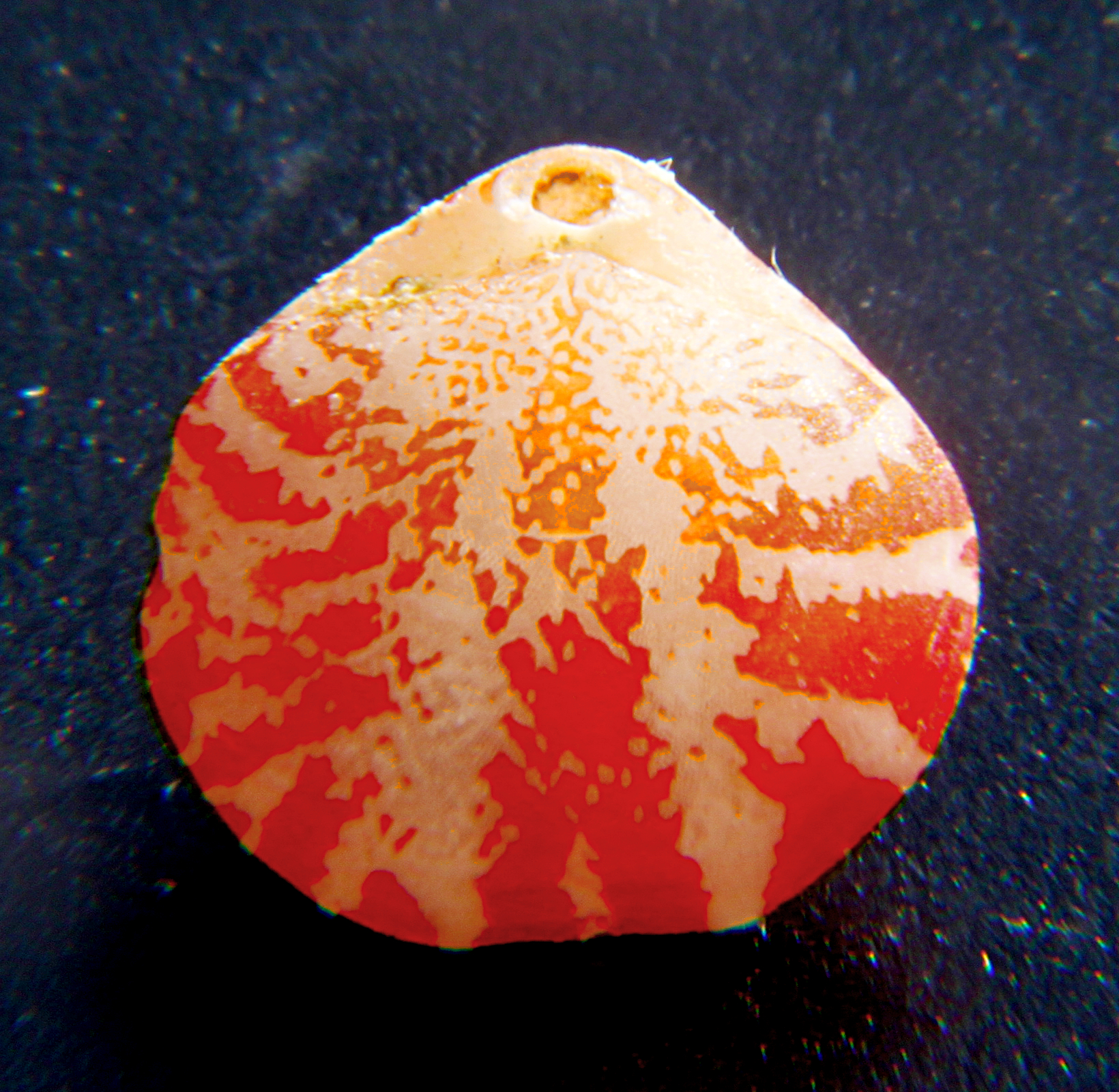
Frenulina sanguinolenta (współczesna, Filipiny)
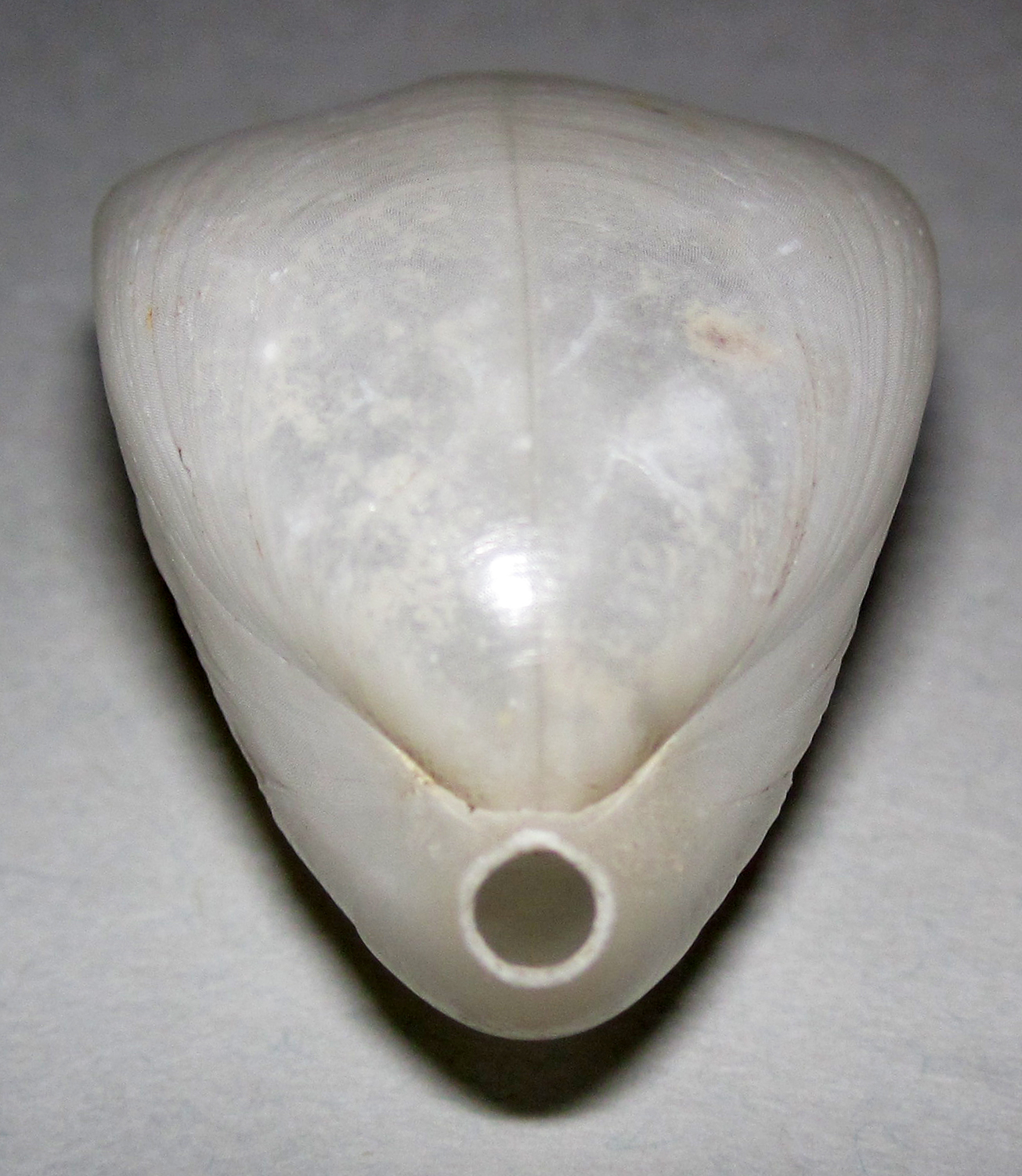
Campages asthenia (współczesny)
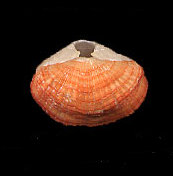
Terebratalia transversa (współczesna, wybrzeże Kalifornii)